# Wichernhaus (Altdorf)

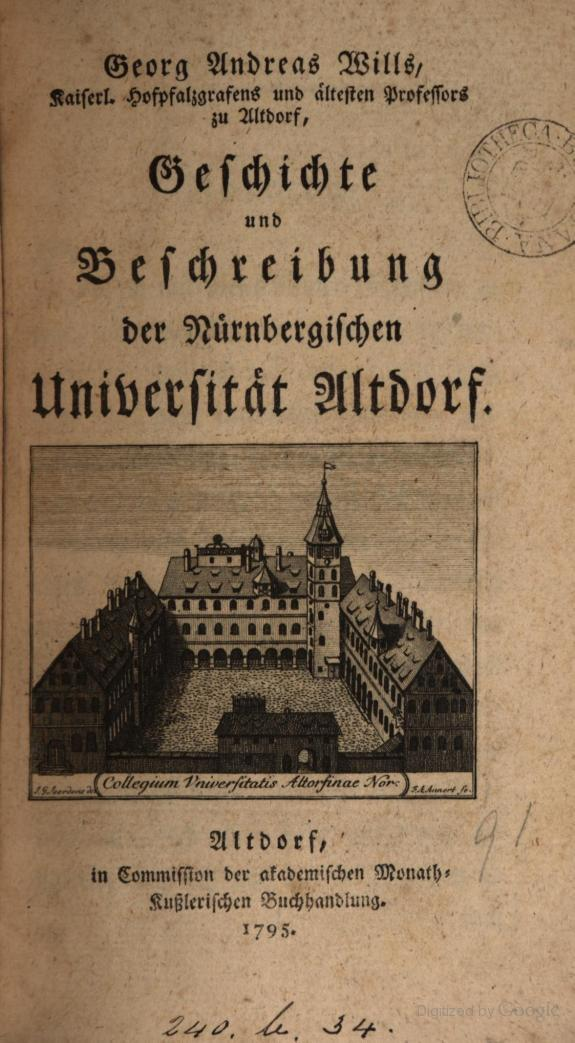
Das Wichernhaus 1795

Das Wichernhaus in Altdorf ist ein Sonderpädagogisches Förderzentrum der Rummelsberger Anstalten (heute: Rummelsberger Diakonie). Das Haupthaus war bis 1809 Sitz der Universität Altdorf. Heute leben dort Kinder, Jugendliche und Erwachsene mit einer Körper- oder Mehrfachbehinderung.

## Geschichte
Das Hauptgebäude wurde von 1571 bis 1575 als Gymnasium gebaut, später zur Akademie erhoben und 1622 in eine Universität der Reichsstadt Nürnberg umgewandelt. 1809 wurde sie vom bayerischen König Maximilian I. aufgelöst. Von 1824 bis 1924 bestand ein Schullehrer-Seminar. 1925 wurde das Gebäude verkauft, als eine Einrichtung für Körperbehinderte genutzt und von da an Wichernhaus nach Johann Hinrich Wichern benannt, wobei der Begriff heute auch für die gesamte Einrichtung (mit mehreren Gebäuden) verwendet wird. Das Sonderpädagogische Förderzentrum Wichernhaus gehört zu den Rummelsberger Anstalten (heute: Rummelsberger Diakonie). Heute leben dort Kinder, Jugendliche und Erwachsene mit einer Körper- oder Mehrfachbehinderung.

## Baubeschreibung
Das 1575 im Renaissance-Stil erbaute ehemalige Universitätsgebäude ist als Baudenkmal geschützt und ist ein anschauliches Zeugnis deutscher Hochschulgeschichte, da sie weitgehend unverändert im Zustand des 18. Jahrhunderts erhalten blieben (wie ansonsten nur noch die ebenfalls aufgelassene Universität Helmstedt).

## Abteilungen
Die hauptsächlichen Abteilungen des Wichernhauses in Altdorf sind ein Förderzentrum für Körperbehinderte, eine Heilpädagogische Tagesstätte sowie eine Werkstatt. Kinder und Jugendliche können außerdem in Einzel- oder Doppelzimmern leben. Erwachsenen wird auch unterstütztes Wohnen in eigenen Wohnungen angeboten.

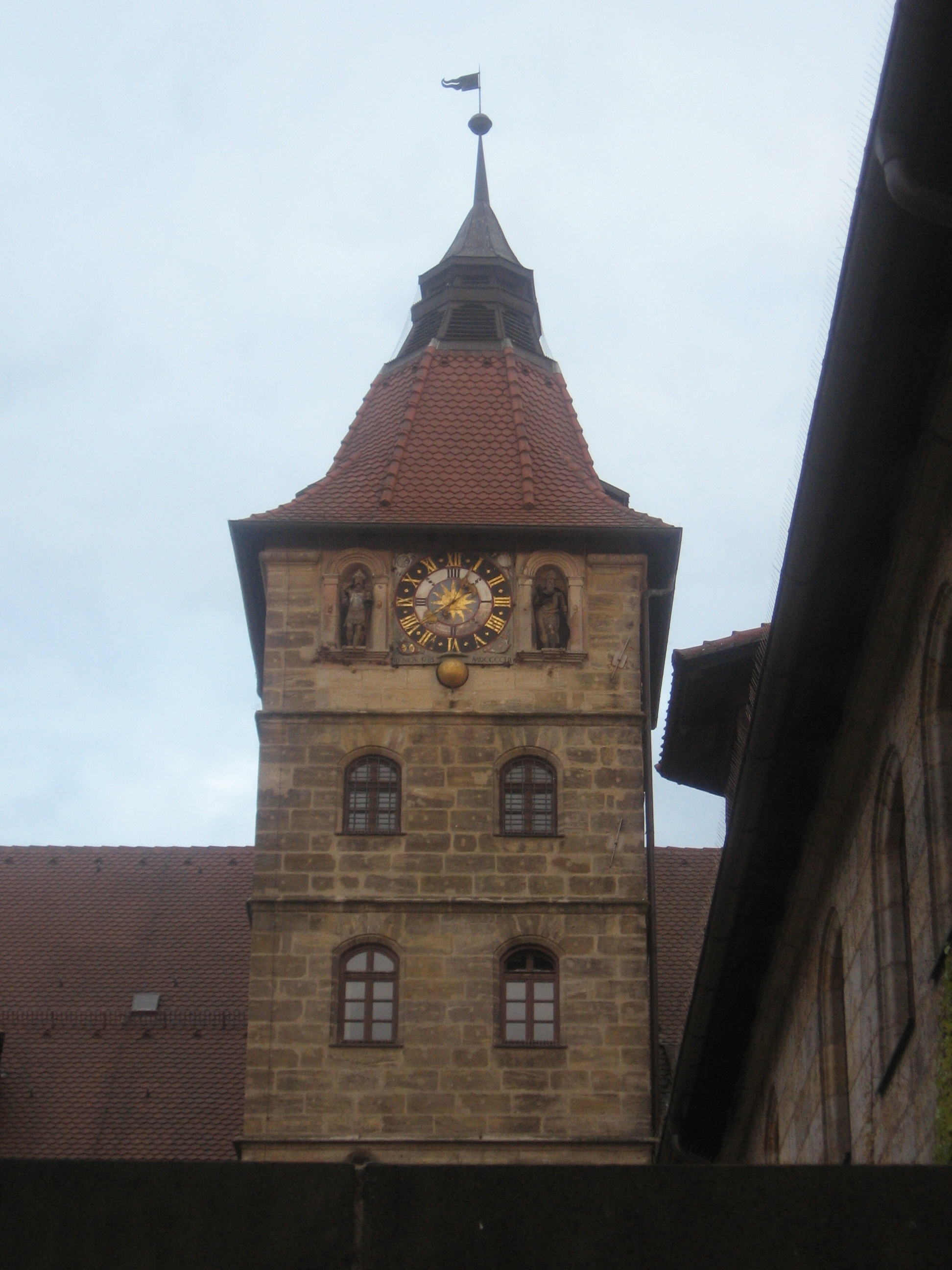
Turm
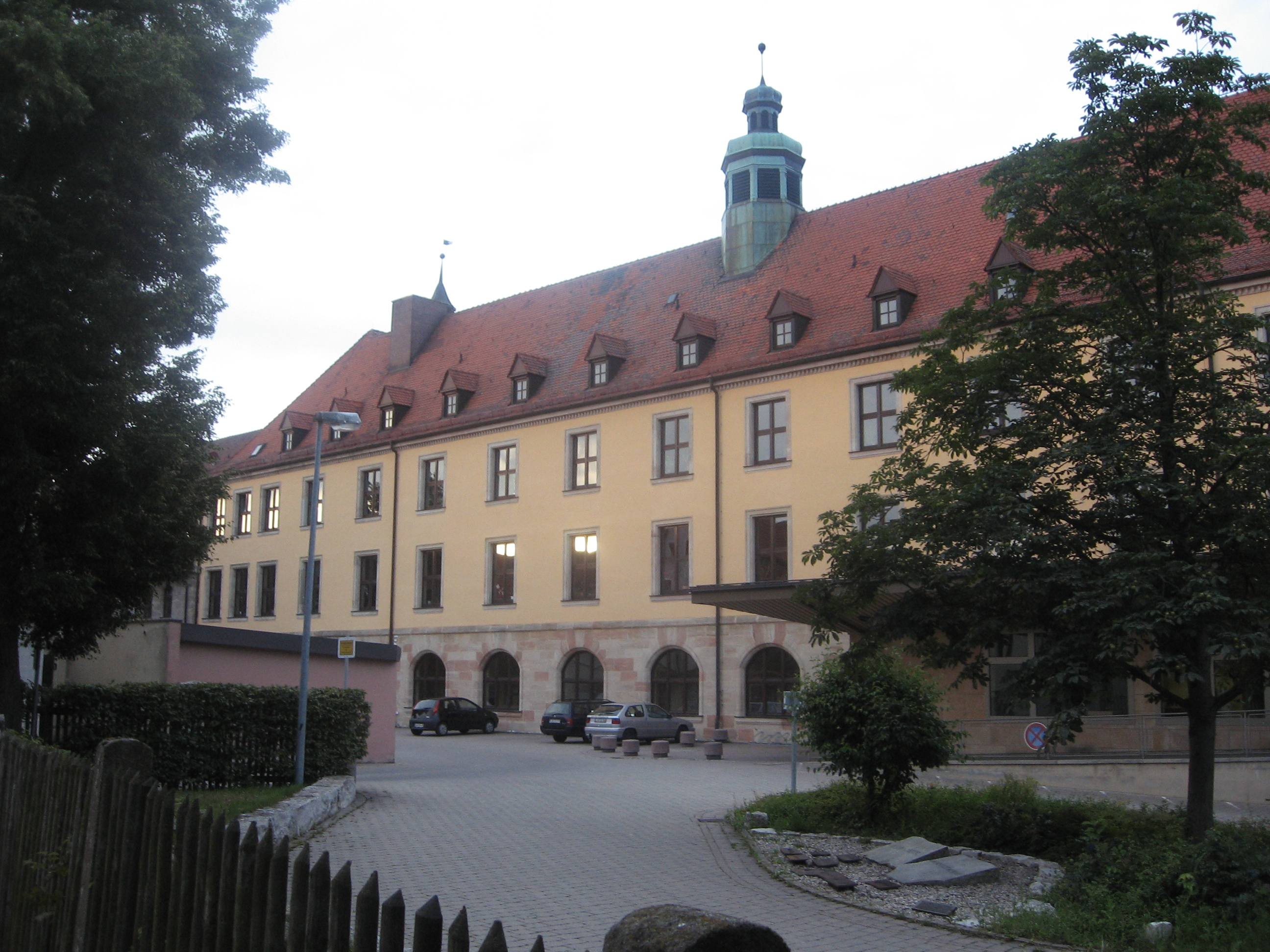
Westseite
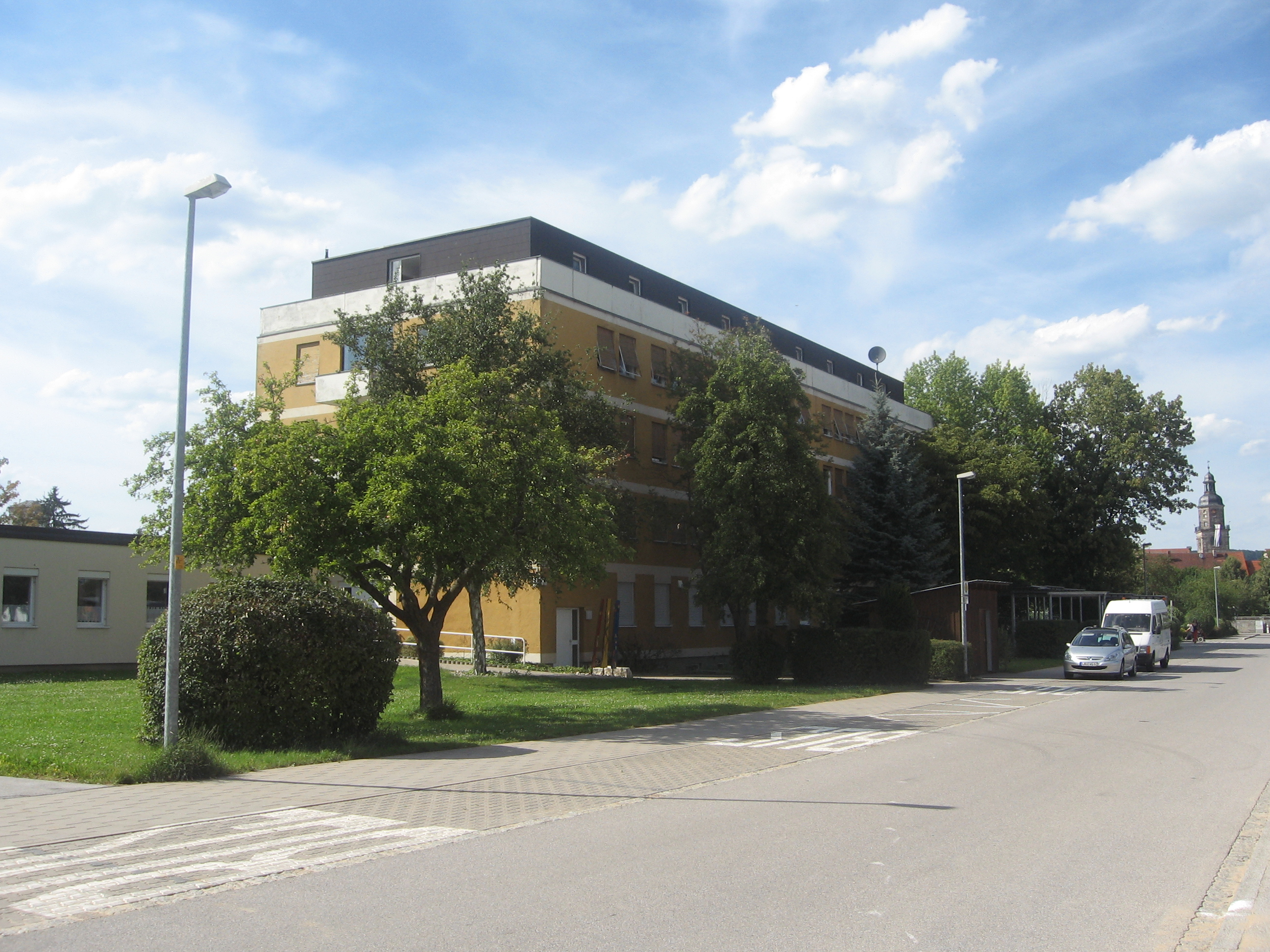
Haus 6/7
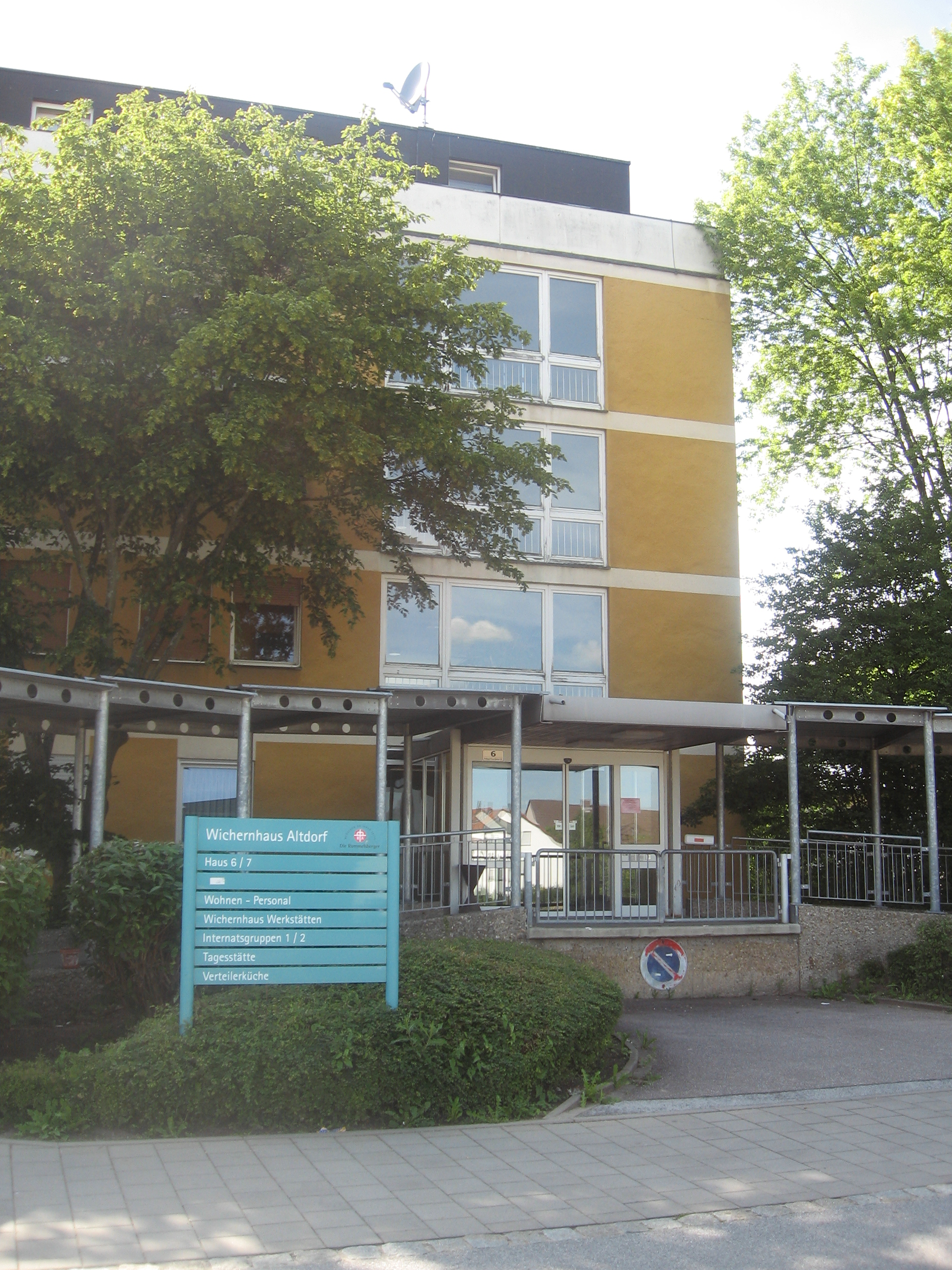
Eingang Haus 6/7
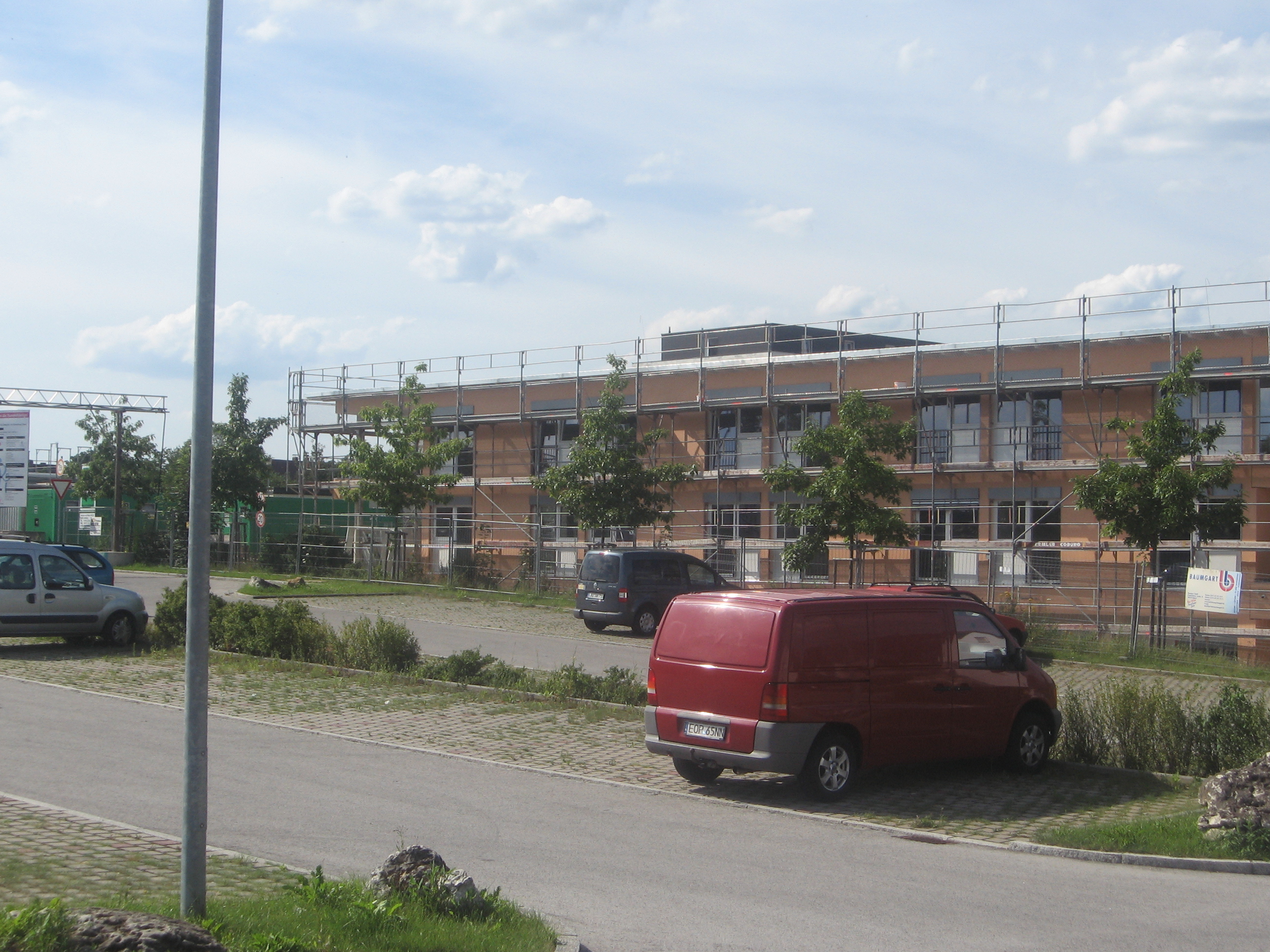
Baustelle zur Erweiterung